# Kill This Love
Kill This Love ist die zweite EP der südkoreanischen Girlgroup Blackpink. Es wurde am 5. April 2019 von YG Entertainment zunächst zum Download veröffentlicht. Die CDs erschienen am 23. April 2019. Am 16. Oktober 2019 erschien Kill This Love erneut in Japan.

## Hintergrund
Das Erscheinen der neuen EP wurde erstmals am 18. März 2019 offiziell von YG Entertainment bestätigt. Die Gruppe war zu diesem Zeitpunkt damit beschäftigt das Musikvideo zur neuen Single zu drehen. Ursprünglich war die Veröffentlichung für Ende März geplant, wurde später aber für den 5. April 2019 bestätigt. Bis Ende März wurden verschiedene Teaser-Videos und -Bilder sowie weitere Information zu Kill This Love veröffentlicht. Einen Tag vor dem Erscheinen wurde bekannt gegeben, dass das Album zunächst nur als Download erscheinen wird. Die CDs werden am 23. April in die Läden kommen.
Kill This Love ist die erste Veröffentlichung in Zusammenarbeit mit Interscope Records. Der Vertrag mit Interscope und der Universal Music Group war 2018 zustande gekommen.
Das Musikvideo zur gleichnamigen Single konnte auf der Videoplattform Youtube zwei Rekorde für sich verzeichnen. So war es zu diesem Zeitpunkt das meistgeklickte Video innerhalb der ersten 24 Stunden (56,7 Millionen Aufrufe) und erreichte 100 Millionen Aufrufe nach nur 62 Stunden und 15 Minuten.

## Titelliste
| Nr.          | Titel                            | Text                     | Musik                            | Länge |
| ------------ | -------------------------------- | ------------------------ | -------------------------------- | ----- |
| 1.           | Kill This Love                   | Teddy, Bekuh BOOM        | Teddy, R.Tee, 24, Bekuh BOOM     | 3:09  |
| 2.           | Don’t Know What To Do            | Teddy                    | Teddy, 24, Brian Lee, Bekuh BOOM | 3:21  |
| 3.           | Kick It                          | Teddy, Danny Chung, TAEO | Teddy, 24                        | 3:11  |
| 4.           | Hope Not (아니길)                | Teddy, Masta Wu          | Teddy, Seo Won-jin, Lydia Paek   | 3:11  |
| 5.           | Ddu-Du Ddu-Du (뚜두뚜두) (Remix) | Teddy                    | Teddy, 24, R.Tee, Bekuh BOOM     | 3:21  |
| Gesamtlänge: | Gesamtlänge:                     | Gesamtlänge:             | Gesamtlänge:                     | 16:13 |

| Nr.          | Titel                            | Text                     | Musik                            | Länge |
| ------------ | -------------------------------- | ------------------------ | -------------------------------- | ----- |
| 1.           | Kill This Love -JP Ver.-         |                          | Teddy, R.Tee, 24, Bekuh BOOM     | 3:09  |
| 2.           | Don’t Know What To Do -JP Ver.-  |                          | Teddy, 24, Brian Lee, Bekuh BOOM | 3:20  |
| 3.           | Kick It -JP Ver.-                |                          | Teddy, 24                        | 3:11  |
| 4.           | Hope Not -JP Ver.-               |                          | Teddy, Seo Won-jin, Lydia Paek   | 3:11  |
| 5.           | Ddu-Du Ddu-Du (Remix) -JP Ver.-  |                          | Teddy, 24, R.Tee, Bekuh BOOM     | 3:21  |
| 6.           | Kill This Love                   | Teddy, Bekuh BOOM        | Teddy, R.Tee, 24, Bekuh BOOM     | 3:09  |
| 7.           | Don’t Know What To Do            | Teddy                    | Teddy, 24, Brian Lee, Bekuh BOOM | 3:21  |
| 8.           | Kick It                          | Teddy, Danny Chung, TAEO | Teddy, 24                        | 3:11  |
| 9.           | Hope Not (아니길)                | Teddy, Masta Wu          | Teddy, Seo Won-jin, Lydia Paek   | 3:11  |
| 10.          | Ddu-Du Ddu-Du (뚜두뚜두) (Remix) | Teddy                    | Teddy, 24, R.Tee, Bekuh BOOM     | 3:21  |
| Gesamtlänge: | Gesamtlänge:                     | Gesamtlänge:             | Gesamtlänge:                     | 32:25 |

## Chartplatzierungen

### Kill This Love
| ChartsChartplatzierungen       | Höchstplatzierung | Wochen |
| ------------------------------ | ----------------- | ------ |
| Japan (Oricon)                 | 17 (2 Wo.)        | 2      |
| Südkorea (KMCA)                | 3 (227 Wo.)       | 227    |
| Vereinigte Staaten (Billboard) | 24 (4 Wo.)        | 4      |
| Vereinigtes Königreich (OCC)   | 40 (1 Wo.)        | 1      |

| ChartsJahrescharts (2019) | Platzierung |
| ------------------------- | ----------- |
| Südkorea (KMCA)           | 17          |

| ChartsJahrescharts (2020) | Platzierung |
| ------------------------- | ----------- |
| Südkorea (KMCA)           | 85          |

| ChartsJahrescharts (2021) | Platzierung |
| ------------------------- | ----------- |
| Südkorea (KMCA)           | 89          |

### Kill This Love -JP Ver.-
| ChartsChartplatzierungen | Höchstplatzierung | Wochen |
| ------------------------ | ----------------- | ------ |
| Japan (Oricon)           | 5 (33 Wo.)        | 33     |

## Auszeichnungen für Musikverkäufe
| Land/Region     | Auszeichnungen für Musikverkäufe (Land/Region, Auszeichnung, Verkäufe) | Verkäufe |
| --------------- | ---------------------------------------------------------------------- | -------- |
| Südkorea (KMCA) | 3× Platin · + Platin (Streaming)                                       | 750.000  |
| Insgesamt       | 4× Platin ·                                                            | 750.000  |

Hauptartikel: Blackpink/Diskografie